# Thomas Vervloet
Thomas Vervloet (19 maart 2009) is een Belgisch voetballer die onder contract staat bij RSC Anderlecht.

## Clubcarrière
Vervloet begon zijn jeugdopleiding bij KFCO Beerschot Wilrijk, maar maakte al snel de overstap naar RSC Anderlecht. In de zomer van 2024 ondertekende hij er een profcontract tot medio 2027. Op 5 april 2025 maakte hij zijn profdebuut in het shirt van de RSCA Futures, het beloftenelftal van de club in Eerste klasse B: in de competitiewedstrijd tegen KSC Lokeren-Temse (0-2-nederlaag) liet trainer Jelle Coen hem in de 77e minuut invallen.

## Clubstatistieken
| Seizoen         | Club            | Land            | Competitie      | Competitie | Competitie | Beker | Beker | Supercup | Supercup | Europees | Europees | Totaal | Totaal |
| Seizoen         | Club            | Land            | Competitie      | Wed.       | Dlp.       | Wed.  | Dlp.  | Wed.     | Dlp.     | Wed.     | Dlp.     | Wed.   | Dlp.   |
| --------------- | --------------- | --------------- | --------------- | ---------- | ---------- | ----- | ----- | -------- | -------- | -------- | -------- | ------ | ------ |
| 2024/25         | RSCA Futures    | Vlag van België | Eerste klasse B | 1          | 0          | —     | —     | —        | —        | —        | —        | 1      | 0      |
| Carrière totaal | Carrière totaal | Carrière totaal | Carrière totaal | 1          | 0          | 0     | 0     | 0        | 0        | 0        | 0        | 1      | 0      |

Bijgewerkt op 6 april 2025.
33 Vercauteren ·
34 Bouchouari ·
48 Montegnies ·
50 Barry ·
51 Baouf ·
52 Nicaise ·
53 Colassin ·
59 Vergeylen ·
62 Goto ·
63 Vanhoutte ·
64 Masscho ·
65 Engwanda ·
66 Haentjens ·
67 Moutha-Sebtaoui ·
68 Monticelli ·
69 Ure ·
71 Engwanda ·
73 Lapage ·
74 De Cat ·
77 Mendel-Idowu ·
78 Tajaouart ·
79 Maamar ·
80 Decorte ·
81 Diallo ·
83 Degreef ·
Coach: Coen